# Свобода, Петр (хоккеист)
Петр Свобода (чеш. Petr Svoboda; род. 14 февраля 1966, Мост, Северочешский край) — чехословацкий и чешский хоккеист, защитник. Обладатель Кубка Стэнли 1986 года в составе «Монреаль Канадиенс»; олимпийский чемпион 1998 года.

## Игровая карьера

### Клубная карьера
За «Литвинов» Свобода провёл два сезона, после чего в 1984 году через ФРГ эмигрировал в Канаду. Уже после прибытия в Канаду его на драфте НХЛ в первом раунде выбрал «Монреаль Канадиенс». В составе «Монреаля» Свобода стал обладателем Кубка Стэнли в 1986 году. В 1989 году «Монреаль» играл в финале, но уступил «Калгари Флэймз».
10 марта 1992 года «Монреаль» обменял Свободу в «Баффало Сейбрз» на защитника Кевина Халлера.
7 апреля 1995 года «Баффало» обменял Свободу в «Филадельфию Флайерз» на защитника Гарри Гэлли. В 1997 году Свобода в третий раз играл в финале Кубка Стэнли. «Филадельфия» уступила «Детройту» в четырёх матчах.
28 декабря 1998 года «Филадельфия» обменяла Свободу в «Тампа-Бэй Лайтнинг» на защитника Карла Дайкхауса. В матче против «Финикс Койотис» в декабре 2000 года Свобода получил сотрясение мозга в столкновении с Шейном Доаном, из-за которого был вынужден пропустить остаток сезона.
1 мая 2002 года Свобода объявил об окончании хоккейной карьеры из-за последствий полученного сотрясения.

В чемпионате НХЛ 1028 (игр), 58+341, +206 (+/-).

В Кубке Стэнли 127 (игр), 4+45, +18(+/-).

### В сборной
За сборную Чехии Свобода играл на Олимпиаде 1998 года в Нагано. На турнире он провёл шесть матчей и набрал 2 (1+1) очка. Единственную шайбу он забросил в финале против сборной России, которая стала победной. Сборная Чехии выиграла 1:0.

## Хоккейный агент
После окончания хоккейной карьеры Петр Свобода стал работать хоккейным агентом. Он представлял или представляет интересы таких хоккеистов, как Максим Чудинов, Вадим Шипачёв, Иржи Гудлер, Якуб Ворачек, Якуб Клепиш, Яромир Ягр, Роберт Ланг, Павел Кубина, Роман Гамрлик.

## Достижения

### Командные
НХЛ
| Год  | Команда            | Достижение   |
| ---- | ------------------ | ------------ |
| 1986 | Монреаль Канадиенс | Кубок Стэнли |

Международные
| Год  | Команда              | Достижение                                     |
| ---- | -------------------- | ---------------------------------------------- |
| 1983 | Чехословакия (до 18) | Бронзовый призёр юниорского чемпионата Европы  |
| 1984 | Чехословакия (до 18) | Серебряный призёр юниорского чемпионата Европы |
| 1984 | Чехословакия (до 20) | Бронзовый призёр молодёжного чемпионата мира   |
| 1998 | Чехия                | Олимпийский чемпион                            |

- Список достижений приведён по данным сайта Eliteprospects.com.